# Praia Bebe
Praia Bebe é uma comuna angolana. Pertence ao município da Catumbela, na província de Benguela.